# Orville Freeman

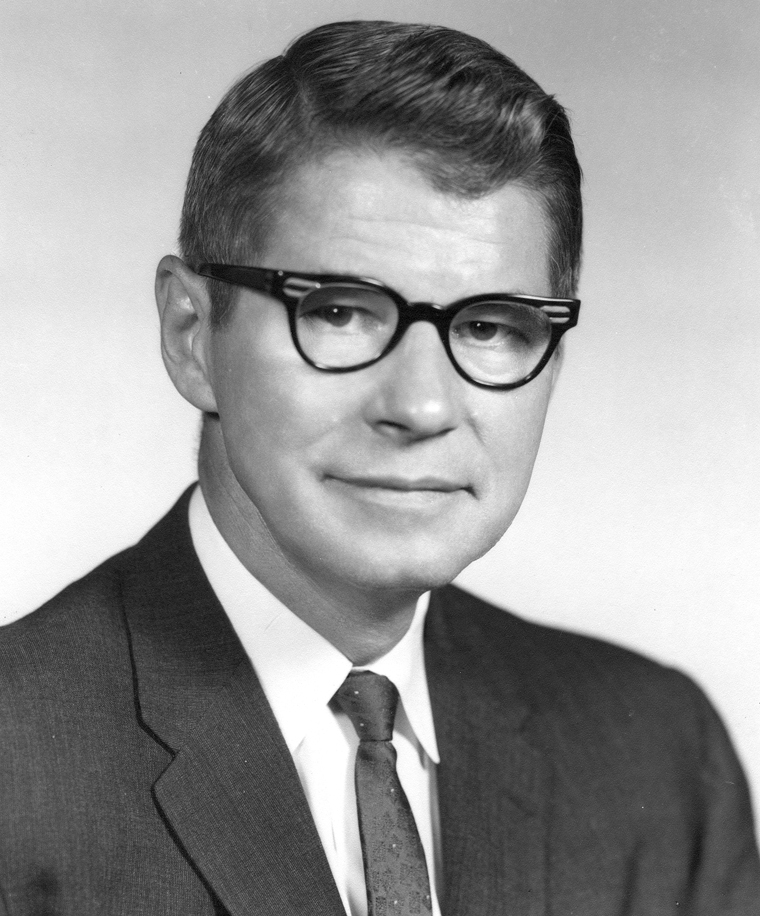
Orville Freeman

Orville Lothrop Freeman (* 9. Mai 1918 in Minneapolis, Minnesota; † 20. Februar 2003 ebenda) war ein US-amerikanischer Politiker. Er war Gouverneur des Bundesstaates Minnesota sowie US-Landwirtschaftsminister unter den Präsidenten John F. Kennedy und Lyndon B. Johnson.

## Leben
Freeman studierte an der University of Minnesota, wo er seinen späteren politischen Weggefährten Hubert H. Humphrey kennenlernte. Mit diesem verband ihn eine lebenslange Freundschaft. Nach seinem Universitätsabschluss im Jahr 1940 trat er dem United States Marine Corps bei. Während des Zweiten Weltkriegs diente er als Gefechtsoffizier und erwarb den Rang eines Majors. Nach seiner Rückkehr aus dem Krieg studierte er an der University of Minnesota Law School und erlangte 1946 den Abschluss als Bachelor of Laws.

## Politik
1944 gehörte er zu den Gründungsmitgliedern der Democratic-Farmer-Labor Party (DFL), die aus der Demokratischen Partei des Staates Minnesota und der Minnesota Farmer-Labor Party entstand. Freeman engagierte sich stark für den Zusammenschluss der Parteien.
Als erstes DFL-Mitglied wurde er 1954 zum Gouverneur von Minnesota gewählt, wobei er sich gegen den republikanischen Amtsinhaber C. Elmer Anderson durchsetzte. Dieser hatte ihn zwei Jahre zuvor noch besiegt. Nachdem er zweimal im Amt bestätigt worden war, unterlag er bei der Wahl 1960 mit einem Unterschied von knapp 23.000 Stimmen dem Republikaner Elmer L. Andersen. Somit musste er am 2. Januar 1961 aus dem Gouverneursamt ausscheiden.
Nur wenige Tage später übernahm er jedoch schon seine neue Aufgabe als Mitglied der Bundesregierung. Der kurz zuvor gewählte Präsident John F. Kennedy berief Orville Freeman zum Landwirtschaftsminister. Auch nach dem Mord an Kennedy am 22. November 1963 blieb er unter dessen Nachfolger Lyndon B. Johnson Mitglied des Kabinetts. Besondere Verdienste erwarb er sich in der Folge durch die Umsetzung eines Essensmarkenprogramms für Bürger ohne oder mit nur wenig Einkommen.
Nach dem Ende von Johnsons zweiter Amtszeit im Jahr 1969 schied Freeman ebenfalls aus der Regierung aus. 2003 starb er an den Folgen der Alzheimer-Krankheit. Er wurde auf dem Lakewood Cemetery in Minneapolis beigesetzt.